# 元兴 (河北)
元兴（1904年—1969年），河北沙河黑硇村人，中华人民共和国政治人物。
早年当选农业劳模。1954年，当选第一届全国人民代表大会代表。1967年后，元兴兼任邢台地区贫下中农代表会常委，沙河县及孔庄公社贫代会主任等职。1969年4月在邢台开会期间，突患脑溢血去世。终年65岁。